# Робаје
Робаје је насеље у Србији у општини Мионица у Колубарском округу. Према попису из 2022. било је 270 становника.
Овде се налази Спомен кућа у Робајама.
- Робаје - панорама
- Робаје - панорама
- Робаје - панорама
- Робаје - панорама
- Робаје - панорама
- Робаје - панорама

## Демографија
У насељу Робаје живи 432 пунолетна становника, а просечна старост становништва износи 46,6 година (44,5 код мушкараца и 48,6 код жена). У насељу има 161 домаћинство, а просечан број чланова по домаћинству је 3,17.
Ово насеље је великим делом насељено Србима (према попису из 2002. године), а у последња три пописа, примећен је пад у броју становника.
|  |

| Демографија | Демографија | Демографија |
| Година      | Становника  | Становника  |
| ----------- | ----------- | ----------- |
| 1948.       | 862         |             |
| 1953.       | 868         |             |
| 1961.       | 836         |             |
| 1971.       | 741         |             |
| 1981.       | 667         |             |
| 1991.       | 524         | 523         |
| 2002.       | 511         | 525         |

| Етнички састав према попису из 2002.‍ | Етнички састав према попису из 2002.‍ | Етнички састав према попису из 2002.‍ | Етнички састав према попису из 2002.‍ | Етнички састав према попису из 2002.‍ |
| ------------------------------------ | ------------------------------------ | ------------------------------------ | ------------------------------------ | ------------------------------------ |
|                                      |                                      |                                      |                                      |                                      |
| Срби                                 | Срби                                 |                                      | 506                                  | 99,02%                               |
| Црногорци                            | Црногорци                            |                                      | 1                                    | 0,19%                                |
| Словенци                             | Словенци                             |                                      | 1                                    | 0,19%                                |
| непознато                            | непознато                            |                                      | 0                                    | 0,0%                                 |

| Година пописа     | 1948. | 1953. | 1961. | 1971. | 1981. | 1991. | 2002. |
| ----------------- | ----- | ----- | ----- | ----- | ----- | ----- | ----- |
| Број домаћинстава | 147   | 147   | 174   | 177   | 173   | 158   | 161   |

| Број чланова      | 1  | 2  | 3  | 4  | 5  | 6  | 7 | 8 | 9 | 10 и више | Просек |
| ----------------- | -- | -- | -- | -- | -- | -- | - | - | - | --------- | ------ |
| Број домаћинстава | 32 | 52 | 16 | 21 | 15 | 15 | 5 | 3 | 1 | 1         | 3,17   |

| Пол    | Укупно | Неожењен/Неудата | Ожењен/Удата | Удовац/Удовица | Разведен/Разведена | Непознато |
| ------ | ------ | ---------------- | ------------ | -------------- | ------------------ | --------- |
| Мушки  | 219    | 61               | 140          | 13             | 5                  | 0         |
| Женски | 233    | 30               | 140          | 56             | 7                  | 0         |
| УКУПНО | 452    | 91               | 280          | 69             | 12                 | 0         |

| Пол    | Укупно                    | Пољопривреда, лов и шумарство | Рибарство                            | Вађење руде и камена | Прерађивачка индустрија       |
| ------ | ------------------------- | ----------------------------- | ------------------------------------ | -------------------- | ----------------------------- |
| Мушки  | 133                       | 90                            | 0                                    | 0                    | 17                            |
| Женски | 88                        | 62                            | 0                                    | 0                    | 9                             |
| УКУПНО | 221                       | 152                           | 0                                    | 0                    | 26                            |
| Пол    | Производња и снабдевање   | Грађевинарство                | Трговина                             | Хотели и ресторани   | Саобраћај, складиштење и везе |
| Мушки  | 1                         | 7                             | 5                                    | 1                    | 2                             |
| Женски | 0                         | 1                             | 3                                    | 0                    | 0                             |
| УКУПНО | 1                         | 8                             | 8                                    | 1                    | 2                             |
| Пол    | Финансијско посредовање   | Некретнине                    | Државна управа и одбрана             | Образовање           | Здравствени и социјални рад   |
| Мушки  | 0                         | 2                             | 2                                    | 5                    | 0                             |
| Женски | 0                         | 0                             | 1                                    | 4                    | 4                             |
| УКУПНО | 0                         | 2                             | 3                                    | 9                    | 4                             |
| Пол    | Остале услужне активности | Приватна домаћинства          | Екстериторијалне организације и тела | Непознато            | Непознато                     |
| Мушки  | 0                         | 0                             | 0                                    | 1                    | 1                             |
| Женски | 2                         | 0                             | 0                                    | 2                    | 2                             |
| УКУПНО | 2                         | 0                             | 0                                    | 3                    | 3                             |